# Marmonts gata
Marmonts gata (kroatiska: Marmontova ulica eller Marmontova) är en gågata i Split i Kroatien. Gatan som är uppkallad efter den franske marskalken och hertigen av Ragusa Auguste de Marmont är stadens främsta shoppinggata. Den är belägen väster om Diocletianus palats och går i en sydvästligt-nordöstlig riktning mellan hamnpromenaden och nationalteatern i centrala Split.  

## Historik
Marmonts gata anlades gradvis under den kortvariga franska administrationen i Split som varade åren 1806–1813. Sedan Napoleon I:s styrkor intagit det då österrikiska Dalmatien införlivades provinsen i de av fransmännen upprättade illyriska provinserna. Den franske marskalken Auguste de Marmont utnämndes att föra befäl över den nya franska provinsen vid den östra adriatiska kusten. Trots att han representerade ockupationsmakten blev de Marmont snart populär, inte minst i Split, där han vidtog åtgärder för stadens utveckling och urbanisering. Under hans befäl revs äldre strukturer som hindrade Splits modernisering eller försvar och under hans försorg fick staden elektricitet. I tacksamhet och belöning för sina infrastrukturella insatser, inte bara i Split utan i hela Dalmatien, tilldelades han år 1808 titeln hertig av Ragusa. Efter Frankrikes kapitulation återintegrerades Split och Dalmatien i Österrike men gatan kom fortsättningsvis i hyllning för hans insatser att bära marskalken de Marmonts namn.

## Byggnader, anläggningar, inrättningar och offentligt konst
Utöver flera butiker som saluför nationella och internationella varumärken finns det flera framträdande byggnader, anläggningar och inrättningar vid Marmonts gata. Vid gatan ligger apoteket 'Varoš', Splits äldsta apotek inrättat år 1856, och den centrala fiskmarknaden (lokalt kallad 'piškarija'). En byggnad som tidigare hyste ett bibliotek och läsrum utgör idag huvudkontor för Franska alliansen (Alliance Francaise), en lokal förening för frankofiler. Vid gatan finns en trattliknande fontän kallad 'Pirja'. På en vägg vid fontänen finns en skulptur föreställande en knuten näve. Ur den strömmar vatten till den trattliknande skulpturen på gatan men då vattnet riskerar att träffa förbigående är fontänen för det mesta satt ur funktion.          

### Fotnoter
1. 1 2  Visitsplit.com (engelska)
2. 1 2 3 4  Croatia-split.com Arkiverad 24 juni 2015 hämtat från the Wayback Machine. (engelska)